# Водне поло на літніх Олімпійських іграх 1900
Турнір з водного поло відбувся на річці Сені 11 і 12 серпня 1900 року в рамках літніх Олімпійських ігор 1900 року. Плавальний клуб «Осборн» з Манчестера, Англія, який був внесений до списку з двома майже абсолютно різними списками, став першими олімпійськими чемпіонами з водного поло, перемігши Брюссельський клуб плавання та водного поло Бельгії. Третє місце дісталося двом французьким півфіналістам, Libellule de Paris та Pupilles de Neptune de Lille.

## Передумова
Водне поло та командні види спорту в цілому дебютували на Олімпійських іграх 1900 року в Парижі, Франція. Турнір мав проводитися за менш жорстокими та більш обмежуючими «англійськими правилами», які, разом із вартістю подорожі до Парижа, стримували будь-які американські команди від участі. У змаганнях взяли участь сім команд, які представляли щонайменше чотири країни. Чотири команди базувалися в приймаючій країні: дві з Pupilles de Neptune de Lille і по одному з Libellule de Paris та Tritons Lillois. Брюссельський клуб плавання та водного поло, Берлінський плавальний клуб і манчестерський плавальний клуб Осборна базувалися в Бельгії, Німеччині, Манчестері та Великій Британії відповідно. Другу команду з манчестерського плавального клубу Осборна було залучено, але він не брав участі.

## Склад команд
Склад кількох команд у Парижі відрізняється в різних джерелах, і не всі команди складалися виключно з членів, які були громадянами країн, у яких базуються їхні клуби.  Libellule de Paris мав гравця на ім’я «Девено», але олімпійський історик Білл Меллон ідентифікує цього гравця як Жюля Клевено, який також брав участь у плаванні на Іграх. До їхньої команди також входив Білл Берджесс, британець, який згодом став другою людиною, яка перепливла Ла-Манш. Перша команда Pupilles de Neptune de Lille включала громадянина Бельгії Філіпа Уубена. Троє членів цієї команди, Ежен Фав'є, Рене Леріш і Шарль Трефель, приєдналися до другої команди Pupilles de Neptune de Lille після того, як перша вилетіла з турніру.

## Результати турніра
|  | Чвертьфінали                                     | Чвертьфінали                                     |                                                  |           | Півфінали   | Півфінали   |  |  | Фінал | Фінал |
|  |                                                  |                                                  |                                                  |           |             |             |  |  |       |       |
|  | 11 серпня                                        |                                                  |                                                  |           |             |             |  |  |       |       |
|  |                                                  |                                                  |                                                  |           |             |             |  |  |       |       |
|  | Манчестерський плавальний клуб Осборна (ZZX)     | 12                                               |                                                  |           |             |             |  |  |       |       |
|  | Манчестерський плавальний клуб Осборна (ZZX)     | 12                                               | 12 серпня                                        |           |             |             |  |  |       |       |
|  | Tritons Lillois (FRA)                            | 0                                                |                                                  |           |             |             |  |  |       |       |
|  | Tritons Lillois (FRA)                            | 0                                                | Манчестерський плавальний клуб Осборна (ZZX)     | 10        |             |             |  |  |       |       |
|  | 11 серпня                                        |                                                  | Манчестерський плавальний клуб Осборна (ZZX)     | 10        |             |             |  |  |       |       |
|  |                                                  | Pupilles de Neptune de Lille #2 (FRA)            | 1                                                |           |             |             |  |  |       |       |
|  | Pupilles de Neptune de Lille #2 (FRA)            | Pupilles de Neptune de Lille #2 (FRA)            | 1                                                | 3         |             |             |  |  |       |       |
|  | Pupilles de Neptune de Lille #2 (FRA)            |                                                  | 12 серпня                                        | 3         |             |             |  |  |       |       |
|  | Berliner Swimming Club (GER)                     | 2                                                |                                                  |           |             |             |  |  |       |       |
|  | Berliner Swimming Club (GER)                     | 2                                                | Манчестерський плавальний клуб Осборна (ZZX)     | 7         |             |             |  |  |       |       |
|  | 11 серпня                                        |                                                  | Манчестерський плавальний клуб Осборна (ZZX)     | 7         |             |             |  |  |       |       |
|  |                                                  | Брюссельский клуб плавання та водного поло (BEL) | 2                                                |           |             |             |  |  |       |       |
|  | Брюссельский клуб плавання та водного поло (BEL) | Брюссельский клуб плавання та водного поло (BEL) | 2                                                | 2         |             |             |  |  |       |       |
|  | Брюссельский клуб плавання та водного поло (BEL) | 12 серпня                                        |                                                  | 2         |             |             |  |  |       |       |
|  | Pupilles de Neptune de Lille #1 (ZZX)            | 0                                                |                                                  |           |             |             |  |  |       |       |
|  | Pupilles de Neptune de Lille #1 (ZZX)            | 0                                                | Брюссельский клуб плавання та водного поло (BEL) | 5         | Третє місце | Третє місце |  |  |       |       |
|  | 11 серпня                                        |                                                  | Брюссельский клуб плавання та водного поло (BEL) | 5         | Третє місце | Третє місце |  |  |       |       |
|  |                                                  | Libellule de Paris (ZZX)                         | 1                                                |           |             |             |  |  |       |       |
|  | Libellule de Paris (ZZX)                         | Libellule de Paris (ZZX)                         | 1                                                | 11 серпня |             |             |  |  |       |       |
|  | Libellule de Paris (ZZX)                         |                                                  |                                                  | 11 серпня |             |             |  |  |       |       |
|  | Bye                                              |                                                  |                                                  |           |             |             |  |  |       |       |
|  |                                                  |                                                  |                                                  |           |             |             |  |  |       |       |
|  |                                                  |                                                  |                                                  |           |             |             |  |  |       |       |
|  |                                                  |                                                  |                                                  |           |             |             |  |  |       |       |